# Joey Luthman
Joey Luthman (Dayton, 14 gennaio 1997) è un attore statunitense.

## Filmografia parziale

### Cinema
- An American Carol, regia di David Zucker (2008)
- Forget Me Not, regia di Tyler Oliver (2009)
- Miss Marzo (Miss March), regia di Zach Cregger e Trevor Moore (2009)
- Kissing Strangers, regia di David Michael Katz (2010)
- Terremoto 10.0 (10.0 Earthquake), regia di David Gil Dalin (2014)

### Televisione
- Weeds - serie TV, 5 episodi (2008)
- Eleventh Hour - serie TV, 1 episodio (2008)
- Private Practice - serie TV, 2 episodi (2008-2009)
- iCarly - serie TV, 1 episodio (2009)
- Ghost Whisperer - Presenze (Ghost Whisperer) - serie TV, 1 episodio (2010)
- New Girl - serie TV, 1 episodio (2011)
- Kickin' It - A colpi di karate (Kickin' It) - serie TV, 3 episodi (2012)
- A.N.T. Farm - Accademia Nuovi Talenti (A.N.T. Farm) - serie TV, 1 episodio (2013)
- Grey's Anatomy - serie TV, 1 episodio (2013)
- Criminal Minds - serie TV, 1 episodio (2013)
- Modern Family - serie TV, 1 episodio (2014)
- The Goldbergs – serie TV, 2 episodi (2014)
- Non si gioca con morte (Finders Keepers), regia di Alexander Yellen – film TV (2014)
- General Hospital – serie TV, 5 episodi (2015)
- L'uomo di casa (Last Man Standing) – serie TV, 1 episodio (2016)
- The Long Road Home – serie TV, 9 episodi (2017)

## Doppiatori italiani
Nelle versioni in italiano delle opere in cui ha recitato, Joey Luthman è stato doppiato da:
- Marco Briglione in Terremoto 10.0, The Long Road Home
- Mattia Nissolino in Eleventh Hour
- Renata Bertolas in iCarly
- Alex Polidori in Criminal Minds
- Lorenzo Crisci in Hawaii Five-0
- Niccolò Guidi in A.N.T. Farm - Accademia Nuovi Talenti